# سیارک ۴۰۷۳
سیارک ۴۰۷۳ (به انگلیسی: 4073 Ruianzhongxue، نامگذاری:1981UE10) چهار هزار و هفتاد و سومین سیارک کشف شده‌است که در ۲۳ اکتبر ۱۹۸۱ کشف شد.
قدر مطلق سیارک برابر ۵۸.۰ است.